# Helena Valley West Central
Helena Valley West Central é uma Região censo-designada localizada no estado americano de Montana, no Condado de Lewis and Clark.

## Demografia
Segundo o censo americano de 2000, a sua população era de 6983 habitantes.

## Geografia
De acordo com o United States Census Bureau tem uma área de
69,0 km², dos quais 69,0 km² cobertos por terra e 0,0 km² cobertos por água.

## Localidades na vizinhança
O diagrama seguinte representa as localidades num raio de 12 km ao redor de Helena Valley West Central.